# Neocoristis entomophaga
Neocoristis entomophaga är en fjärilsart som beskrevs av Edward Meyrick 1937. Neocoristis entomophaga ingår i släktet Neocoristis och familjen mott. Inga underarter finns listade i Catalogue of Life.